# Alexandros Nikolaidis
Alexandros Nikolaidis (griechisch Αλέξανδρος Νικολαϊδης, * 17. Oktober 1979 in Thessaloniki; † 14. Oktober 2022) war ein griechischer Taekwondoin, der im Schwergewicht startete.

## Biografie
Nikolaidis hatte seine ersten Erfolge im Juniorenbereich, er wurde 1996 in Zagreb Junioreneuropameister und wenig später in Barcelona Juniorenweltmeister. In den folgenden Jahren gelang ihm auch im Erwachsenenbereich der Durchbruch. Nikolaidis konnte sich für die Olympischen Spiele 2000 in Sydney qualifizieren, wo er das Viertelfinale erreichte und am Ende Rang neun belegte. Seine erste WM-Teilnahme bestritt er bei der Weltmeisterschaft 2003 in Garmisch-Partenkirchen, wo er das Achtelfinale erreichen konnte. Seinen sportlich bis dahin größten Erfolg errang Nikolaidis bei seinen zweiten Olympischen Spielen in Athen. Er wurde erst im Finale von Moon Dae-sung bezwungen und gewann die Silbermedaille.
2007 erreichte Nikolaidis bei der Weltmeisterschaft in Peking das Viertelfinale, wo er gegen Daba Modibo Keïta ausschied, aber sein bestes WM-Ergebnis erzielte. An gleicher Stelle bestritt er im folgenden Jahr seine dritten Olympischen Spiele. Er zog erneut ins Finale ein und wiederholte nach einer Finalniederlage gegen Cha Dong-min schließlich den Gewinn der olympischen Silbermedaille. Ebenfalls 2008 errang er bei der Europameisterschaft in Rom mit dem Titelgewinn im Schwergewicht seine erste internationale Goldmedaille. Bei der folgenden Europameisterschaft in Sankt Petersburg gewann er mit Bronze erneut eine Medaille. 2011 qualifizierte sich Nikolaidis beim Olympiaqualifikationsturnier in Baku für seine vierten Olympischen Spiele in London. Er war damit der erste und einzige Taekwondoin, der seit Aufnahme von Taekwondo ins olympische Programm an allen Wettkämpfen bis dahin teilnehmen konnte.
Beim Fackellauf für die Olympischen Spiele 2008 wurde Nikolaidis nach der Entzündung der Flamme in Olympia die Ehre des ersten Fackelträgers zuteil.
Nikolaidis starb am 14. Oktober 2022 im Alter von 42 Jahren an den Folgen einer Erkrankung an einem Mittellinienkarzinom, einer seltenen Krebsform.

## Privates
Nikolaidis war mit der griechisch-rumänischen Volleyballspielerin Rouxantra Ntoumitreskou (1977–2024) verheiratet.